# La Vie après le pétrole

La Vie après le pétrole est un essai de Jean-Luc Wingert, publié en 2005 aux éditions Autrement.

## Description
Ce livre traite de la déplétion du pétrole. L'auteur y explique que le pic de pétrole serait atteint prochainement — aucune date n'est citée avec certitude, mais il considère 2015 à 5 ans près comme une bonne approximation. Selon lui, la plupart des analystes sous-estiment l'épuisement du pétrole en ne tenant pas compte de la diminution du débit de pétrole dans les années à venir. De plus, les estimations des réserves de pétrole sont biaisées.
Les conséquences du pic pétrolier sont aussi évoquées. Ainsi par exemple, le transport aérien deviendra plus cher, le commerce international serait ralenti, etc. Jean-Luc Wingert parle aussi des énergies renouvelables et autres énergies en évaluant leurs avantages et leurs désavantages respectifs.